# Bungea
Bungea é um género botânico pertencente à família Orobanchaceae.

## Espécies
- Bungea sheareri
- Bungea szovitsii
- Bungea trifida
- Bungea turkestanica
- Bungea vesiculifera